# كلود كراب
كلود كراب (بالإنجليزية: Claude Crabb) هو لاعب كرة قدم أمريكية أمريكي، ولد في 8 مارس 1940 في كارميل-بي-ثي-سي في الولايات المتحدة.

## وصلات خارجية
- كلود كراب على موقع مرجع كرة القدم المحترفة.كوم (الإنجليزية)